# 로버트 아데어
로버트 아데어(Robert Adair, 1900년 1월 3일 ~ 1954년 8월 9일)는 미국의 배우, 텔레비전 배우이다.
샌프란시스코에서 태어났으며 런던에서 사망하였다.

## 영화
- 인트루더 (1954년)
- 데어 이즈 어나더 선 (1951년)
- 나는 전쟁 신부 (1949년)
- 자메이카 여인숙 (1939년)
- 왕자와 거지 (1937년)
- 로이드의 런던 (1936년)
- 십자군 (1935년)
- 톱 햇 (1935년)
- 바운티호의 반란 (1935년)
- 스튜던트 투어 (1934년)
- 정글의 왕 (1933년)
- 아침의 영광 (1933년)